# Џи-Ај Џо: Одмазда
Џи-Ај Џо: Одмазда (енгл. G.I. Joe: Retaliation) амерички је акциони научнофантастични филм из 2013. године у режији Џона М. Чуа и наставак филма Џи-Ај Џо: Успон Кобре из 2009. Сценарио потписују Рит Рис и Пол Верник на основу стрипа и франшизе играчака Џи-Ај Џо које је креирао Хасбро, док су продуценти филма Лоренцо ди Бонавентура и Брајан Голднер. Музику је компоновао Хенри Џекман.
У филму је представљена ансамблска подела улога коју чине Двејн Џонсон, Ченинг Тејтум, Брус Вилис, Бјунг Хун Ли, Ејдријен Палики, Реј Парк, Џонатан Прајс, Реј Стивенсон и Д.Џ. Котрона. Дистрибуиран од стране Paramount Picturesа и Metro-Goldwyn-Mayerа, светска премијера филма је била одржана 28. марта 2013. у Сједињеним Америчким Државама. 
Буџет филма је износио између 130−155 000 000 долара, а зарада од филма је 375 700 000 долара.

## Радња
Елитни одред Џи-Ај Џоа у овом се наставку бори против својих старих непријатеља, организације Кобра, али се морају суочити и са претњама из владе које би могле угрозити само њихово постојање. Кад све остало пропадне, преостаје им једна могућност — одмазда.

## Улоге
| Глумац          | Улога                   |
| --------------- | ----------------------- |
| Двејн Џонсон    | Марвин Ф. Хинтон        |
| Ченинг Тејтум   | Конрад Хаузер           |
| Брус Вилис      | Џо Колтон               |
| Бјунг Хун Ли    | Томас Арашикаге         |
| Ејдријен Палики | Џеј Барнет              |
| Реј Парк        | Змијске Очи             |
| Џонатан Прајс   | Зартан / председник САД |
| Реј Стивенсон   | Свитац                  |
| Д.Џ. Котрона    | Дашил Р. Фајирборн      |
| Арнолд Вослу    | Зартан                  |